# Amphoe Mueang Ubon Ratchathani
Mueang Ubon Ratchathani (tiếng Thái: เมืองอุบลราชธานี) là một huyện (Amphoe Mueang) thuộc tỉnh Ubon Ratchathani, một tỉnh ở Đông Bắc Thái Lan. Huyện này có diện tích km2, dân số. Huyện này giáp các huyện sau (từ phía tây theo chiều kim đồng hồ): Khueang Nai,  Muang Sam Sip, Lao Suea Kok, Don Mot Daeng, Sawang Wirawong, Warin Chamrap của tỉnh Ubon Ratchathani và Kanthararom của tỉnh Sisaket.
Huyện này ban đầu có tên là Buphapala Nikhom (บุพปลนิคม), sau đó được đổi thành Burapha Ubon (บูรพาอุบล) năm 1909 và thành Mueang Ubon Ratchathani năm 1913.
Nguồn nước chính của huyện này là sông Mun.

## Hành chính
Huyện này được chia thành 12 phó huyện (tambon), các đơn vị này lại được chia ra thanh 148 làng (thôn, ấp, bản, buôn, sóc) (muban). Thành phố (thesaban nakhon) Ubon Ratchathani nằm trên toàn bộ địa giới của tambon Nai Mueang. 
| STT. | Tên        | Tên Thái | Số làng | Dân số |  |
| ---- | ---------- | -------- | ------- | ------ |  |
| 1.   | Nai Mueang | ในเมือง   | -       | 86.809 |  |
| 4.   | Hua Ruea   | หัวเรือ    | 14      | 8.968  |  |
| 5.   | Nong Khon  | หนองขอน  | 15      | 8.436  |  |
| 7.   | Pathum     | ปทุม      | 12      | 10.294 |  |
| 8.   | Kham Yai   | ขามใหญ่   | 24      | 30.471 |  |
| 9.   | Chaeramae  | แจระแม   | 10      | 12.622 |  |
| 11.  | Nong Bo    | หนองบ่อ   | 13      | 7.595  |  |
| 12.  | Rai Noi    | ไร่น้อย    | 17      | 19.589 |  |
| 13.  | Krasop     | กระโสบ   | 12      | 5.565  |  |
| 16.  | Ku Talat   | กุดลาด    | 13      | 10.178 |  |
| 19.  | Khilek     | ขี้เหล็ก    | 10      | 6.024  |  |
| 20.  | Pa-ao      | ปะอาว    | 8       | 5.304  |  |

Phần không có số là tambon tạo thành huyện Don Mot Daeng và Lao Suea Kok.